# Cathédrale d'Ávila
La cathédrale d'Ávila ou cathédrale du Sauveur (Catedral del Salvador de Ávila en espagnol) fut conçue à la fois comme temple et forteresse. En effet son abside est une des parties de la muraille d'Ávila. 
Elle est entourée de différentes maisons et de palais seigneuriaux dont les plus importants sont los Velada (es), Rey Niño (es) et Valderrábanos (es), lesquels devaient assurer la défense de la porte de los Leales ou celle du Peso de la Harina.
Elle est la cathédrale du diocèse d'Ávila.

## Histoire

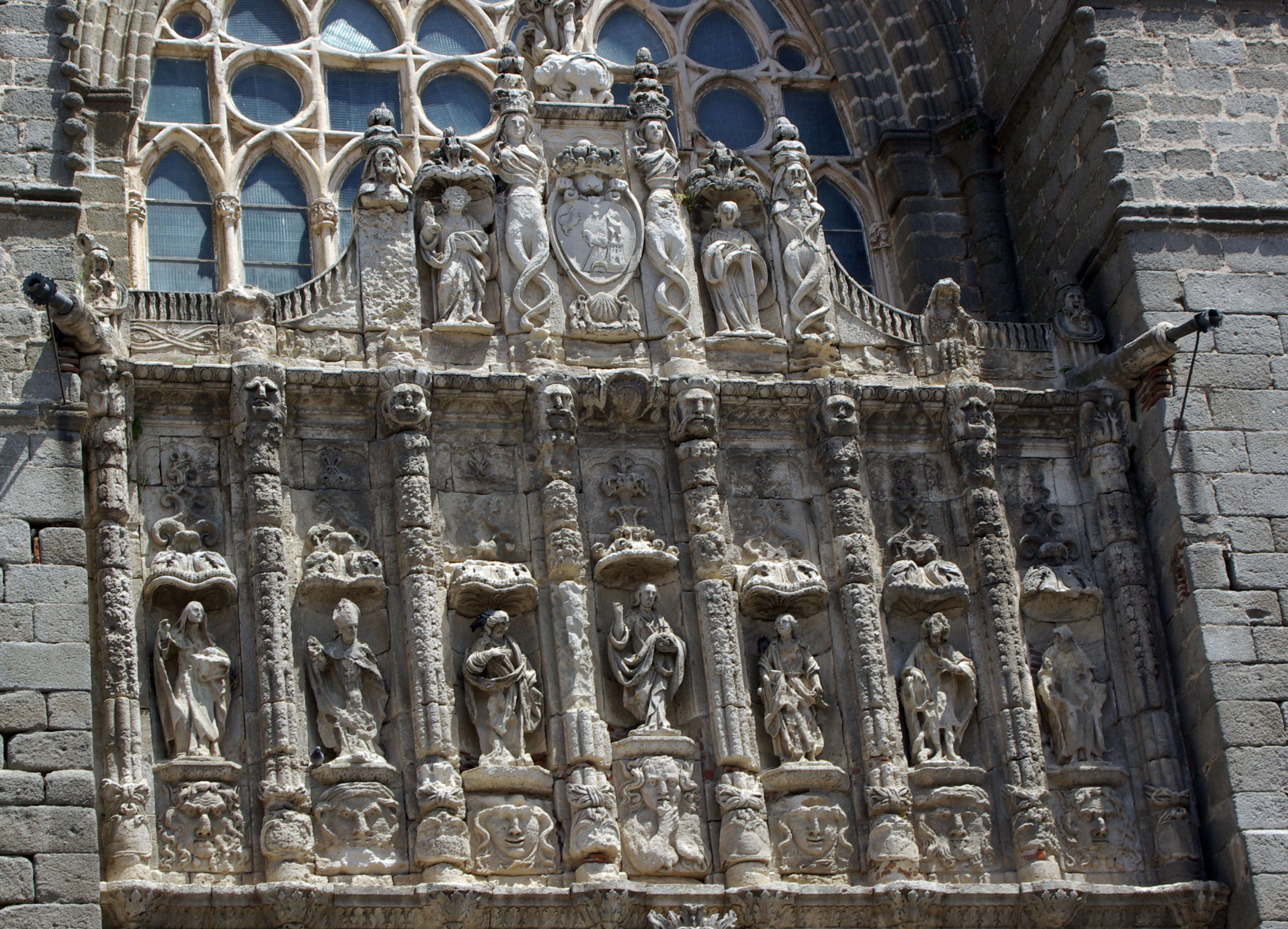
Détail du portail.

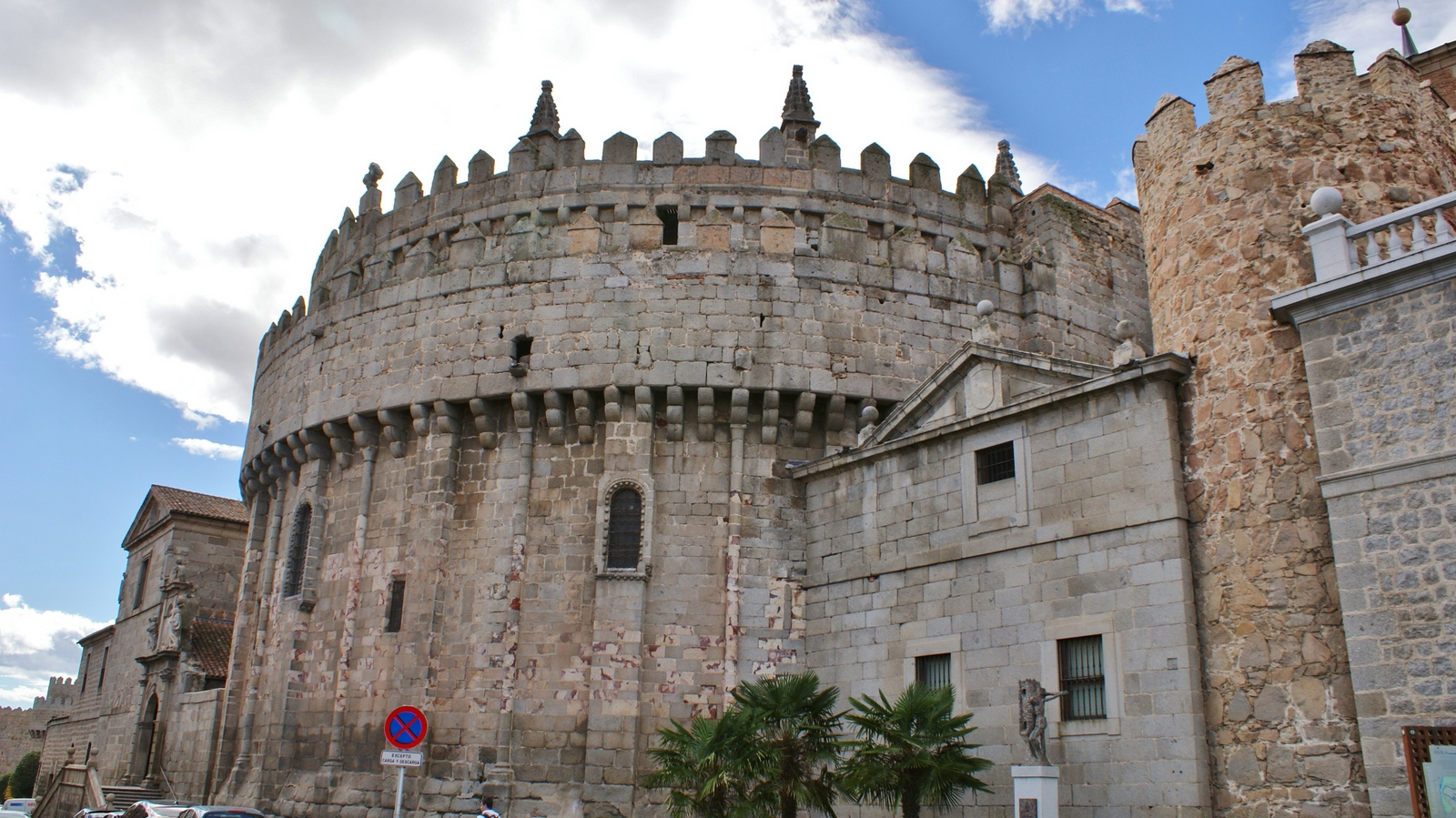
Abside de la cathédrale.

On ne connait pas avec précision la date du début de la construction de la cathédrale. Il existe deux théories : la première prétend qu'un certain Alvar García a commencé son édification en 1091 sur les débris de l'église de San Salvador, en ruine à la suite des attaques musulmanes successives, et que le roi Alphonse VI de Castille collecta l'argent nécessaire à son édification. Mais d'autres historiens attribuent au maître Fruchel (es) la paternité de la cathédrale et la datent du XIIe siècle, coïncidant au mouvement de repeuplement de la Castille entrepris par Raymond de Bourgogne. On pense que Fruchel a construit la partie la plus ancienne du bâtiment ainsi que l'abside.
Le premier étage des tours et les vaisseaux sont du XIIIe siècle, tandis que le deuxième étage des tours, le cloître, les voûtes et les arcs-boutants ont été édifiés au XIVe siècle. Si bien qu'au XVe siècle tous les travaux de la cathédrale étant terminés, Juan Guas construisit l'horloge mécanique en 1475.

## Caractéristiques

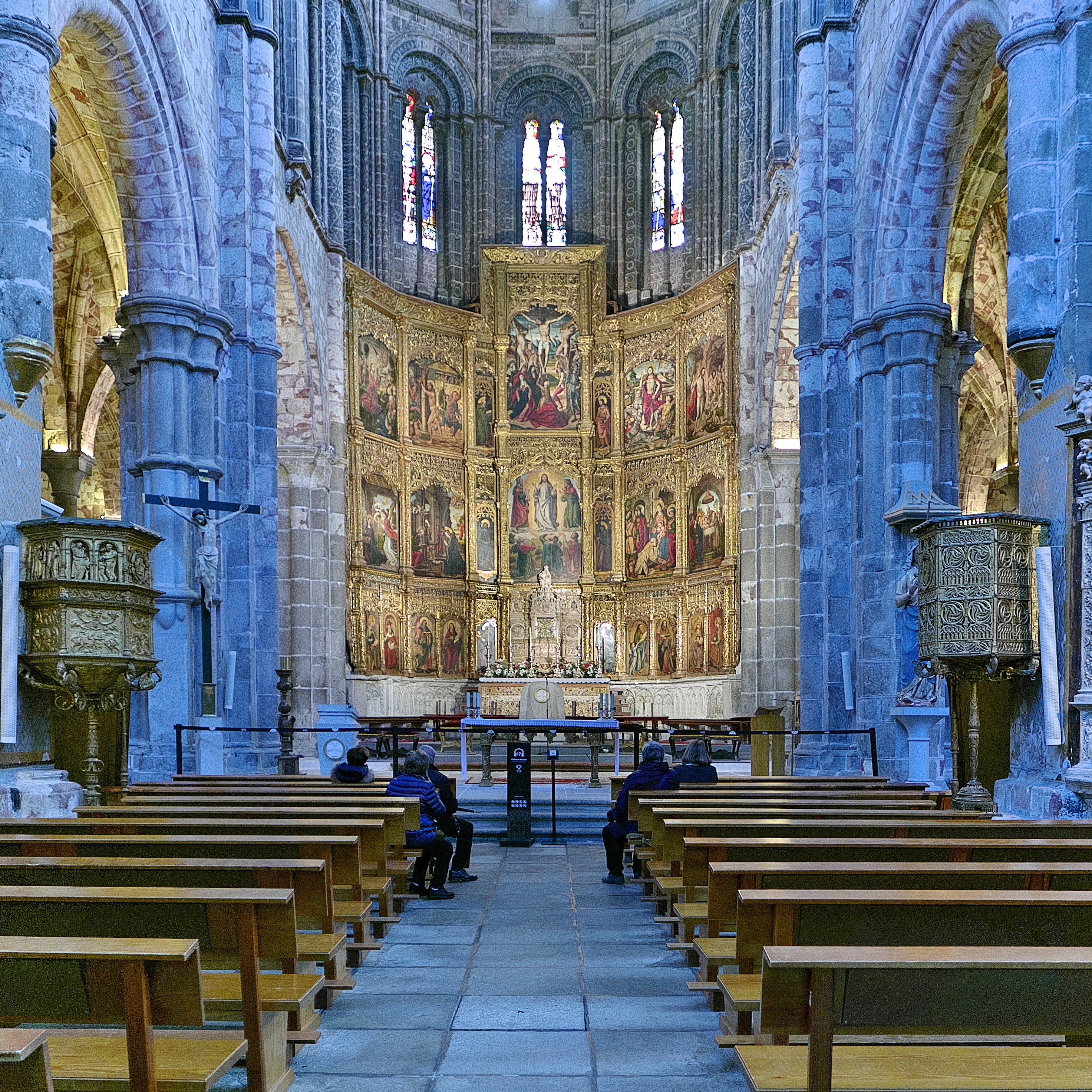
Le maître-autel.

La cathédrale d'Ávila est considérée comme la première cathédrale gothique d'Espagne.
Elle a des influences françaises nettes et on y voit une certaine ressemblance avec l'église abbatiale Saint-Denis (Île-de-France), première église gothique.
La cathédrale abrite les restes de l'historien et président de la Seconde République espagnole en exil Claudio Sánchez-Albornoz ainsi que ceux de l'ancien président du gouvernement Adolfo Suárez et de son épouse Amparo Illana.

## Protection
La cathédrale fait l’objet d’un classement en Espagne au titre de bien d'intérêt culturel depuis le 31 octobre 1914.